# Col du Susten
Le col du Susten (en allemand : Sustenpass) est un col routier des Alpes suisses situé à 2 259 mètres d'altitude. Cette altitude correspond au véritable col topographique, atteignable par une route du côté ouest et une piste du côté ouest. La H 11 passe en dessous du col par un tunnel. La signalétique située à l'entrée du tunnel indique 2 224 mètres. Il permet de relier les vallées de l'Aar et de la Reuss.

## Géographie

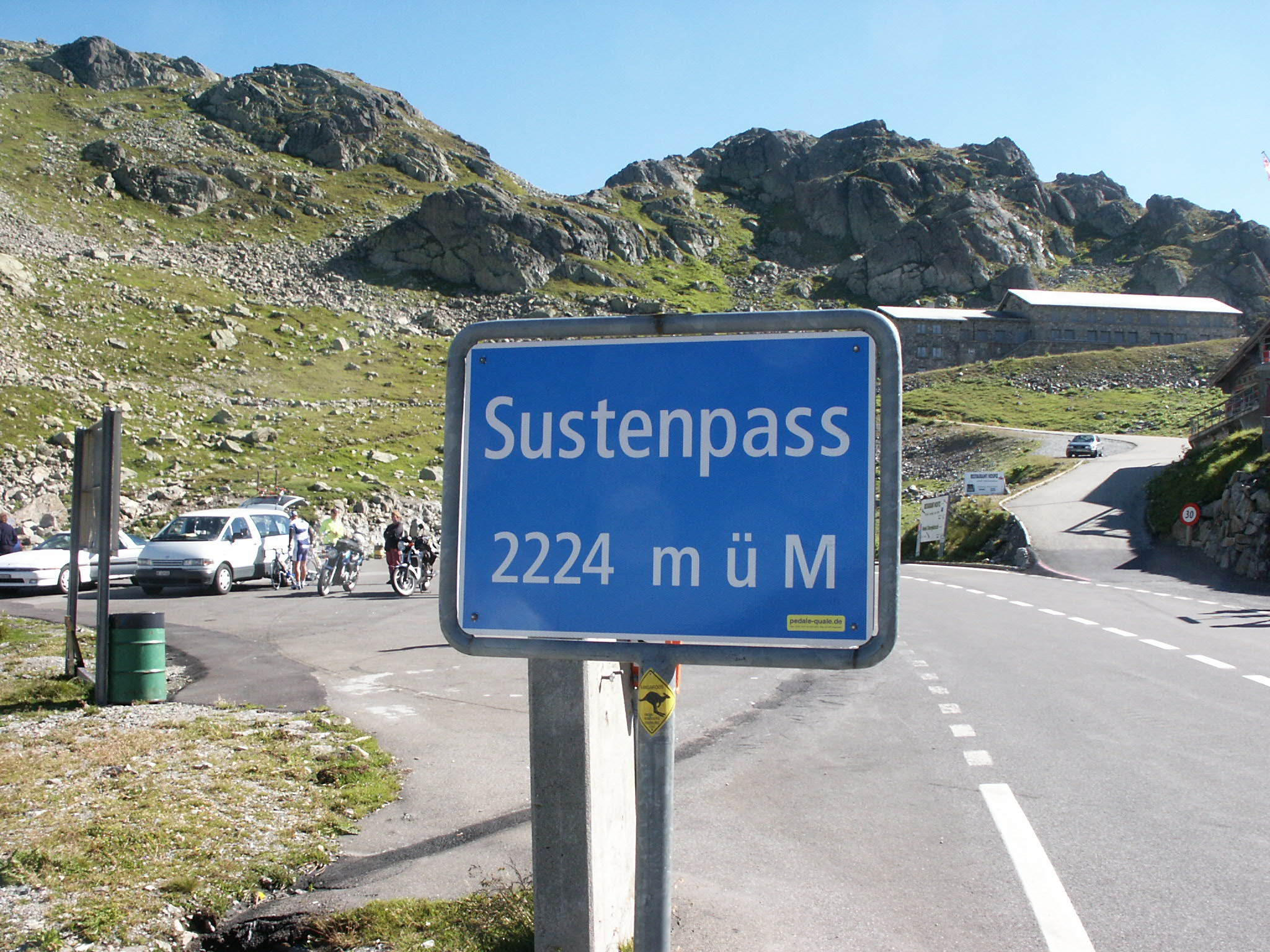
Panneau routier à l'entrée du tunnel qui passe sous le col.

Il est situé au cœur des Alpes uranaises, au nord du massif du Saint-Gothard. Au sud du col, se situe le Sustenhorn.
La route a été construite entre 1938 et 1945 et comporte de nombreux tunnels, dont le plus long (325 mètres) est situé au point culminant de la route. Elle est particulièrement populaire pour ses vues sur le glacier de Stein (Steingletscher) et sur les Alpes en général.

## Cyclisme
Le col du Susten est parfois gravi lors de courses cyclistes telles le Tour de Suisse :
- 2007 : étape entre Ulrichen et le col du Grimsel[2].

## Dans la culture
- En bande dessinée, le col est représenté dans l'album Message pour l'éternité[3] de la série Yoko Tsuno.

- Paysage du Susten en Suisse est une huile sur toile de 1824 par Auguste-Xavier Leprince exposée au musée du Louvre.

- Dans ses Mémoires, l'historien et homme politique Jean-Noël Jeanneney raconte qu'il a vu, un soir d’août 1960, au passage du col, une voiture avec cinq passagers se faire écraser par un rocher détaché de la paroi. Cet accident tragique l'a fait réfléchir sur la part du hasard dans le destin des hommes[4].